# Leea aculeata
Leea aculeata là một loài thực vật hai lá mầm trong họ Nho. Loài này được Blume ex Spreng. miêu tả khoa học đầu tiên năm 1824.